# Collegio navale "Niccolò Tommaseo"
L'ex Collegio navale "Niccolò Tommaseo" è un edificio storico di Brindisi.

## Vicende dell'edificio
Notevole opera di stile razionalista realizzata nel periodo 1934-1937 ad opera dell'architetto Gaetano Minnucci. Il Collegio navale della GIL (Gioventù italiana del littorio) preparava i giovani con i corsi di liceo classico e liceo scientifico e con indirizzo specifico al pari di una accademia navale. 
Il 7 novembre 1943 l'Istituto dell'Accademia Aeronautica riprese a funzionare presso il Collegio Navale, località in cui si era nel frattempo ricostituita anche l'Accademia Navale.
Dopo la seconda guerra mondiale ha funzionato come scuola-collegio, fino alla fine degli anni '70 venendo poi abbandonato e occupato da famiglie di sfrattati. 
Attualmente l'edificio è oggetto di un progetto di restauro e ristrutturazione, con l'obiettivo di destinare la struttura a fini turistici e accademici, rispondendo così all'esigenza della città di concentrare le facoltà (distaccamento dell'Università del Salento) in un'unica sede.